# Richard Swinburne
Richard Swinburne (Smethwick, 26 dicembre 1934) è un filosofo, teologo e educatore britannico.
Professore emerito dell'University of Oxford, per mezzo secolo è stato uno dei maggiori proponenti di tesi filosofiche sull'esistenza di Dio. I suoi contributi filosofici sono presenti nel campo della filosofia della religione, filosofia della scienza, teologia e tomismo. Ha provocato numerosi dibattiti con la sua prima opera in filosofia della religione, la trilogia di libri The Coherence of Theism, The Existence of God, e Faith and Reason.

## Carriera accademica
Laureato presso lo Exeter College dell'Università di Oxford, in scienze politiche, filosofia ed economia, Swinburne ha ricoperto varie cattedre nella sua carriera accademica. Dal 1972 al 1985 ha insegnato presso la Keele University. Durante parte di questo tempo, ha presentato le Gifford Lectures all'University of Aberdeen dal 1982 al 1984, poi raccolte nel libro The Evolution of the Soul ("L'evoluzione dell'anima).  Dal 1985 fino al suo pensionamento nel 2002 è stato Professore Nolloth di Filosofia della religione Cristiana presso l'Università di Oxford.
Swinburne è stato un autore molto attivo durante tutta la sua carriera, producendo un libro importante ogni due o tre anni. I suoi libri sono principalmente opere molto tecniche di filosofia accademica, ma ha scritto anche a livello popolare. Tra le sue opere non tecniche, il suo Is There a God? ("Esiste un Dio?") (1996), che riassume per un pubblico non specializzato molti dei suoi argomenti per l'esistenza di Dio e plausibilità di tale esistenza, è probabilmente il più popolare ed è disponibile in traduzione in 23 lingue, ora anche in italiano, distribuito da (lateran university press)

## Apologetica cristiana
Membro della Chiesa ortodossa orientale, Swinburne è noto quale uno dei più importanti apologeti cristiani, sostenendo nei suoi numerosi articoli e libri che la fede nel cristianesimo è razionale e coerente in un rigoroso senso filosofico. Nel presentare molti argomenti per promuovere la convinzione che Dio esiste, Swinburne sostiene che Dio è un essere la cui esistenza non è logicamente necessaria (si veda logica modale), ma metafisicamente necessario nel modo che lui definisce nel suo The Christian God. Altri temi su cui Swinburne scrive, includono identità personale (in cui sposa una visione basata sul concetto di anima) e giustificazione epistemica.
Anche se è più noto per la sua vigorosa difesa razionale degli impegni intellettuali cristiani, Swinburne ha anche una teoria sulla natura di una fede appassionata che viene sviluppata nel suo libro Faith and Reason ("Fede e Ragione").

 
Secondo una intervista a Swinburne della rivista Foma, il filosofo si convertì dalla Chiesa anglicana alla Chiesa greco-ortodossa intorno al 1996:

Non credo di avero cambiato le mie convinzioni in modo significativo. Ho sempre creduto nella successione apostolica: che la Chiesa deve far risalire la sua autorità agli Apostoli, e l'insegnamento generale della Chiesa ortodossa sui santi e le preghiere per i defunti e così via, queste cose le ho sempre credute.
Il metodo filosofico di Swinburne riflette l'influenza di Tommaso d'Aquino. Ammette di attingere dall'aquinate un approccio sistematico alla teologia filosofica. Swinburne, come Tommaso d'Aquino, si sposta da questioni filosofiche di base (ad esempio, la questione della possibilità che Dio possa esistere, affrontata da Swinburne nel suo The Coherence of Theism ("La coerenza del teismo")), alle credenze cristiane più specifiche (ad esempio, l'affermazione nel suo Revelation, che Dio abbia comunicato agli esseri umani proposizionalmente in Gesù Cristo). 
Come autore, Swinburne passa dal filosofico al teologico, costruendo il suo caso con rigore. Si basa sulle sue argomentazioni precedenti, mentre si appronta a difendere particolari credenze cristiane. Swinburne ha cercato di riaffermare fede cristiana classica con un metodo apologetico, che crede sia compatibile con la scienza contemporanea. Questo metodo si basa molto sulla logica induttiva, cercando di dimostrare che le sue convinzioni cristiane siano le meglio adattate all'evidenza.

## Esperienza religiosa

### Le categorie di Swinburne
Swinburne ha formulato cinque categorie entro le quali rientrano tutte le esperienze religiose:
- Pubblica - un credente "vede la mano di Dio all'opera", mentre sono formulate altre spiegazioni (ad esempio, guardare un bel tramonto).
- Pubblica - un evento insolito che viola la legge naturale (ad esempio, camminare sull'acqua).
- Privata - descrivibile con un linguaggio normale (ad esempio, la visione di Giacobbe di una scala).
- Privata - indescrivibile usando un linguaggio normale, di solito un'esperienza mistica (ad esempio, "Il bianco non ha cessato di essere bianco, né il nero ha cessato di essere nero, ma nero è diventato bianco e bianco è diventato nero").
- Privata - una non-specifica sensazione generale di Dio che opera nella propria vita.

Swinburne anche coniato due principi per la valutazione delle esperienze religiose:
- Principio di Credulità - data l'assenza di un qualsiasi motivo per non crederci, si dovrebbe accettare quello che sembra essere vero (ad esempio, se si vede qualcuno che cammina sull'acqua, si deve credere che stia accadendo)
- Principio di Testimonianza - data l'assenza di qualsiasi motivo di non credere loro, si dovrebbe accettare il fatto che testimoni oculari o credenti stiano dicendo la verità quando testimoniano di esperienze religiose.

## Opere
- The Concept of Miracle, 1970
- The Coherence of Theism, 1977 (I parte della trilogia sul Teismo)
- The Existence of God, 1979 (nuova ed. 2004). (II parte della trilogia sul Teismo)
- Faith and Reason, 1981 (new edition 2005). (III parte della trilogia sul teismo)
- The Evolution of the Soul, 1986, ISBN 0-19-823698-0. (1997 edizione online)
- Miracles, 1989.
- Responsibility and Atonement, 1989 (I parte della tetralogia sulle Dottrine Cristiane)
- Revelation, 1991 (II parte della tetralogia sulle Dottrine Cristiane)
- The Vocation of a Natural Theologian, in Kelly James Clark (a cura di), Philosophers Who Believe, Downers Grove, InterVarsity Press, 1993,  pp. 179-202.
- The Christian God, 1994 (III parte della tetralogia sulle Dottrine Cristiane)
- Is There a God?, 1996, ISBN 0-19-823545-3
- Simplicity as Evidence of Truth, The Aquinas Lecture, 1997
- Providence and the Problem of Evil, 1998 (IV parte della tetralogia sulle Dottrine Cristiane)
- Epistemic Justification, 2001
- The Resurrection of God Incarnate, 2003
- Was Jesus God?, 2008